# Gettysburg Address

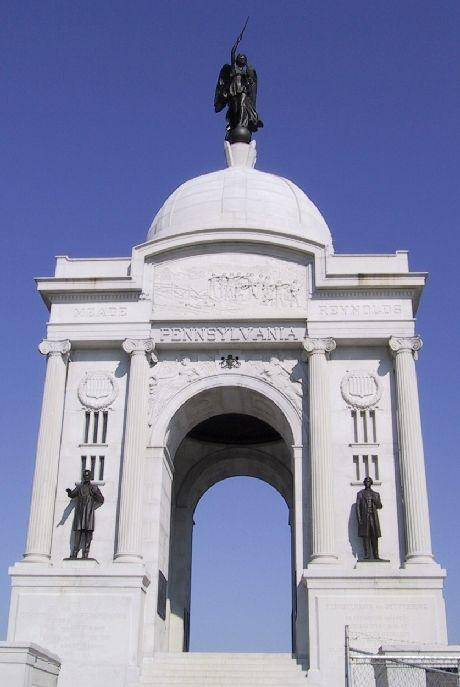
Bürgerkriegsmahnmal auf dem Schlachtfeld von Gettysburg

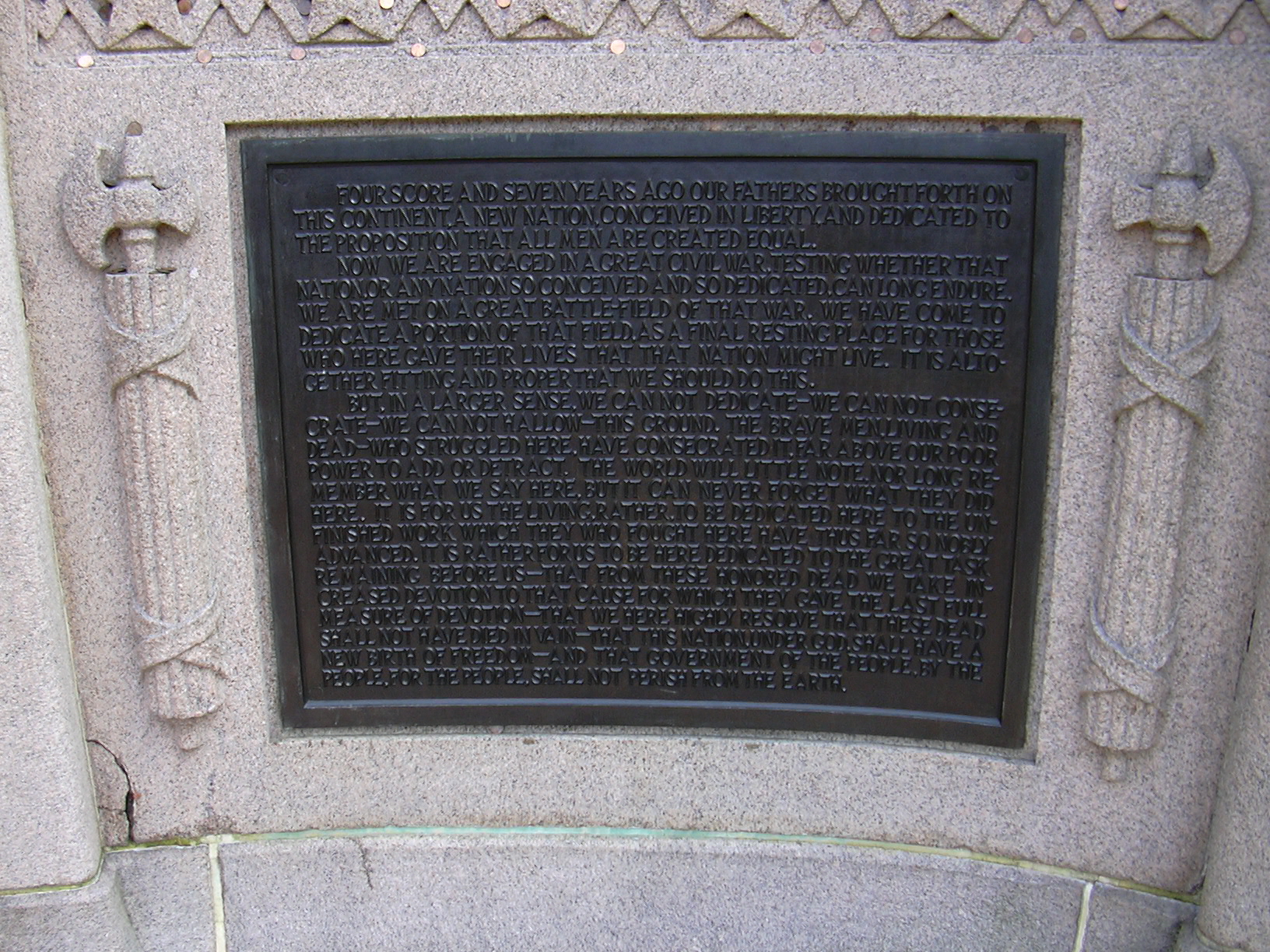
Gedenktafel am Lincoln Address Memorial

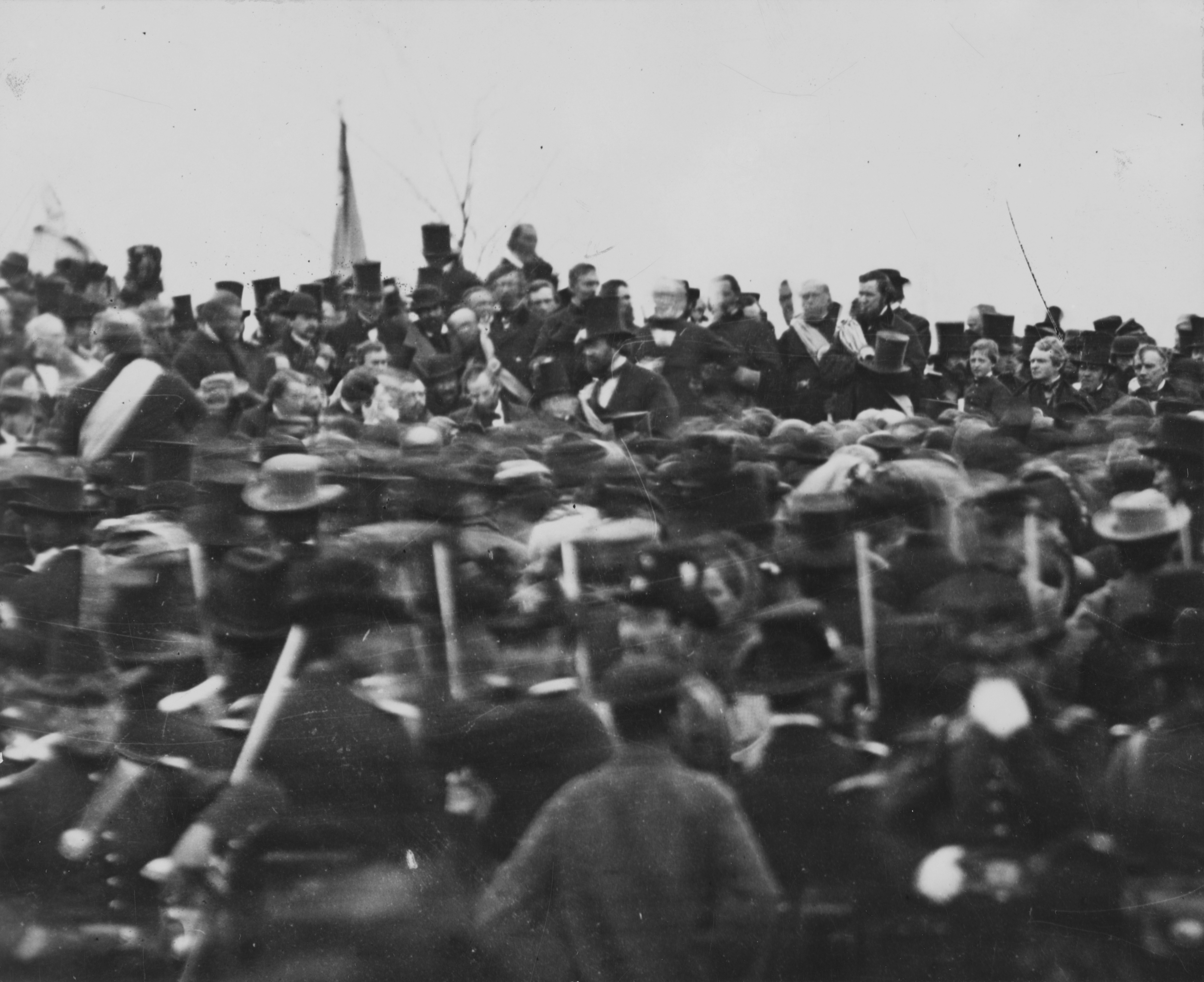
Eines der drei bekannten Fotos, die Abraham Lincoln am 19. November 1863 beim Festakt zur Einweihung des Soldatenfriedhofes in Gettysburg zeigen. Lincoln ist in der Bildmitte ohne Zylinder zu sehen.

Die Gettysburg Address gehört zu den berühmtesten Reden des 16. US-Präsidenten Abraham Lincoln. Sie gilt als eine der berühmtesten Reden der Weltgeschichte und als Lincolns Vermächtnis für die Vereinigten Staaten. Er hielt sie am 19. November 1863 anlässlich der Einweihung des Soldatenfriedhofs auf dem Schlachtfeld von Gettysburg und fasste darin das demokratische Selbstverständnis der Vereinigten Staaten zusammen. Die Rede gilt allgemein als rhetorisches Meisterwerk und ist Teil des historisch-kulturellen Erbes der USA.

## Anlass
Vom 1. bis 3. Juli 1863 hatte bei dem Städtchen Gettysburg in Pennsylvania die größte Schlacht des Amerikanischen Bürgerkriegs stattgefunden. In ihr waren über 6.000 Soldaten der Nord- und der Südstaaten gefallen und 27.000 verwundet worden. Am 19. November 1863, während des noch andauernden Bürgerkriegs, wurde auf dem Schlachtfeld ein Soldatenfriedhof für rund 7.000 Gefallene eingeweiht. Der Hauptredner bei der Zeremonie war der Diplomat Edward Everett, ein herausragender Redner seiner Zeit, der eine etwa zweistündige, heute weitgehend vergessene Ansprache hielt. Präsident Lincoln sollte, da er als ausgesprochen schlechter Redner galt, anschließend als Ehrengast und nur aus Höflichkeit ihm gegenüber einige Grußworte sagen. In dieser nur zweieinhalb Minuten dauernden Ansprache legte Lincoln in sehr knapper und präziser Form die Gründe des Konflikts dar: In ihm müsse sich erweisen, ob eine „Regierung des Volkes durch das Volk und für das Volk“ dauerhaft bestehen könne. Dies war nicht selbstverständlich in einer Zeit, in der ein demokratisch verfasster, großer Flächenstaat wie die USA weltgeschichtlich noch eine große Ausnahme war.

## Wortlaut

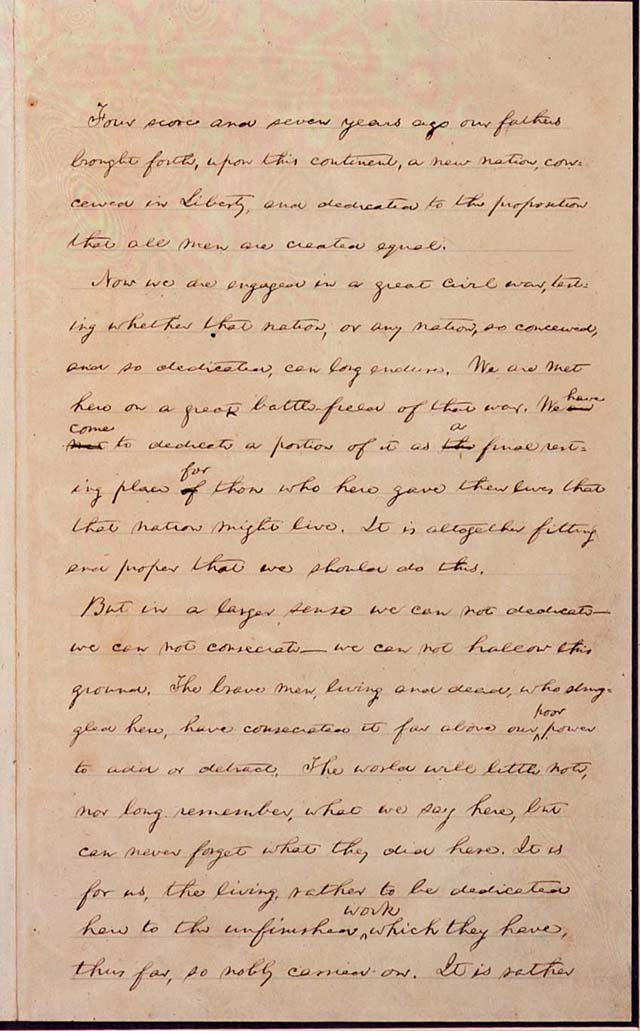
Die Hay-Version der Rede mit Lincolns handschriftlichen Korrekturen

Der exakte Wortlaut der Gettysburg Address ist nicht gesichert, da die Rede in verschiedenen, leicht voneinander abweichenden Versionen überliefert ist. Lincoln selbst hat fünf Abschriften von ihr angefertigt, die später nach ihren jeweiligen Empfängern benannt wurden: nach den beiden Sekretären des Präsidenten, John Hay und John George Nicolay, nach seinem Vorredner Everett, nach dem Historiker George Bancroft und nach Oberst Alexander Bliss. Dazu kommen Versionen, die von anwesenden Journalisten mitstenographiert wurden. Als sicherste authentische Quelle, die dem Originalwortlaut am nächsten kommen dürfte, gilt die im Folgenden wiedergegebene „Bliss-Version“, weil sie als einzige von Lincoln unterzeichnet wurde.

“Four score and seven years ago our fathers brought forth on this continent a new nation, conceived in liberty, and dedicated to the proposition that all men are created equal.
Now we are engaged in a great civil war, testing whether that nation, or any nation, so conceived and so dedicated, can long endure. We are met on a great battle-field of that war. We have come to dedicate a portion of that field, as a final resting place for those who here gave their lives that that nation might live. It is altogether fitting and proper that we should do this.
But, in a larger sense, we can not dedicate, we can not consecrate, we can not hallow this ground. The brave men, living and dead, who struggled here, have consecrated it, far above our poor power to add or detract. The world will little note, nor long remember what we say here, but it can never forget what they did here. It is for us the living, rather, to be dedicated here to the unfinished work which they who fought here have thus far so nobly advanced. It is rather for us to be here dedicated to the great task remaining before us – that from these honored dead we take increased devotion to that cause for which they gave the last full measure of devotion – that we here highly resolve that these dead shall not have died in vain – that this nation, under God, shall have a new birth of freedom – and that government of the people, by the people, for the people, shall not perish from the earth.”

Die deutsche Übersetzung lautet:

„Vor 87 Jahren gründeten unsere Väter auf diesem Kontinent eine neue Nation, in Freiheit gezeugt und dem Grundsatz geweiht, dass alle Menschen gleich geschaffen sind.
Nun stehen wir in einem großen Bürgerkrieg, der eine Probe dafür ist, ob diese oder jede andere so gezeugte und solchen Grundsätzen geweihte Nation dauerhaft Bestand haben kann. Wir haben uns auf einem großen Schlachtfeld dieses Krieges versammelt. Wir sind gekommen, um einen Teil dieses Feldes jenen als letzte Ruhestätte zu weihen, die hier ihr Leben gaben, damit diese Nation leben möge. Es ist nur recht und billig, dass wir dies tun.
Doch in einem weiteren Sinne können wir diesen Boden nicht weihen, können wir ihn nicht segnen, können wir ihn nicht heiligen. Die tapferen Männer, Lebende wie Tote, die hier kämpften, haben ihn weit mehr geweiht, als dass unsere schwachen Kräfte dem etwas hinzufügen oder etwas davon wegnehmen könnten. Die Welt wird wenig Notiz davon nehmen, noch sich lange an das erinnern, was wir hier sagen, aber sie kann niemals vergessen, was jene hier taten. Es ist vielmehr an uns, den Lebenden, hier dem unvollendeten Werk geweiht zu werden, das diejenigen, die hier kämpften, so weit und so edelmütig vorangebracht haben. Es ist vielmehr an uns, der großen Aufgabe geweiht zu werden, die noch vor uns liegt – auf dass uns die edlen Toten mit wachsender Hingabe für die Sache erfüllen mögen, der sie das höchste Maß an Hingabe erwiesen haben – auf dass wir hier feierlich beschließen, dass diese Toten nicht vergebens gestorben sein sollen – dass diese Nation, unter Gott, eine Wiedergeburt der Freiheit erleben soll – und dass die Regierung des Volkes, durch das Volk und für das Volk, nicht von der Erde verschwinden möge.“

## Aufnahme bei den Zeitgenossen

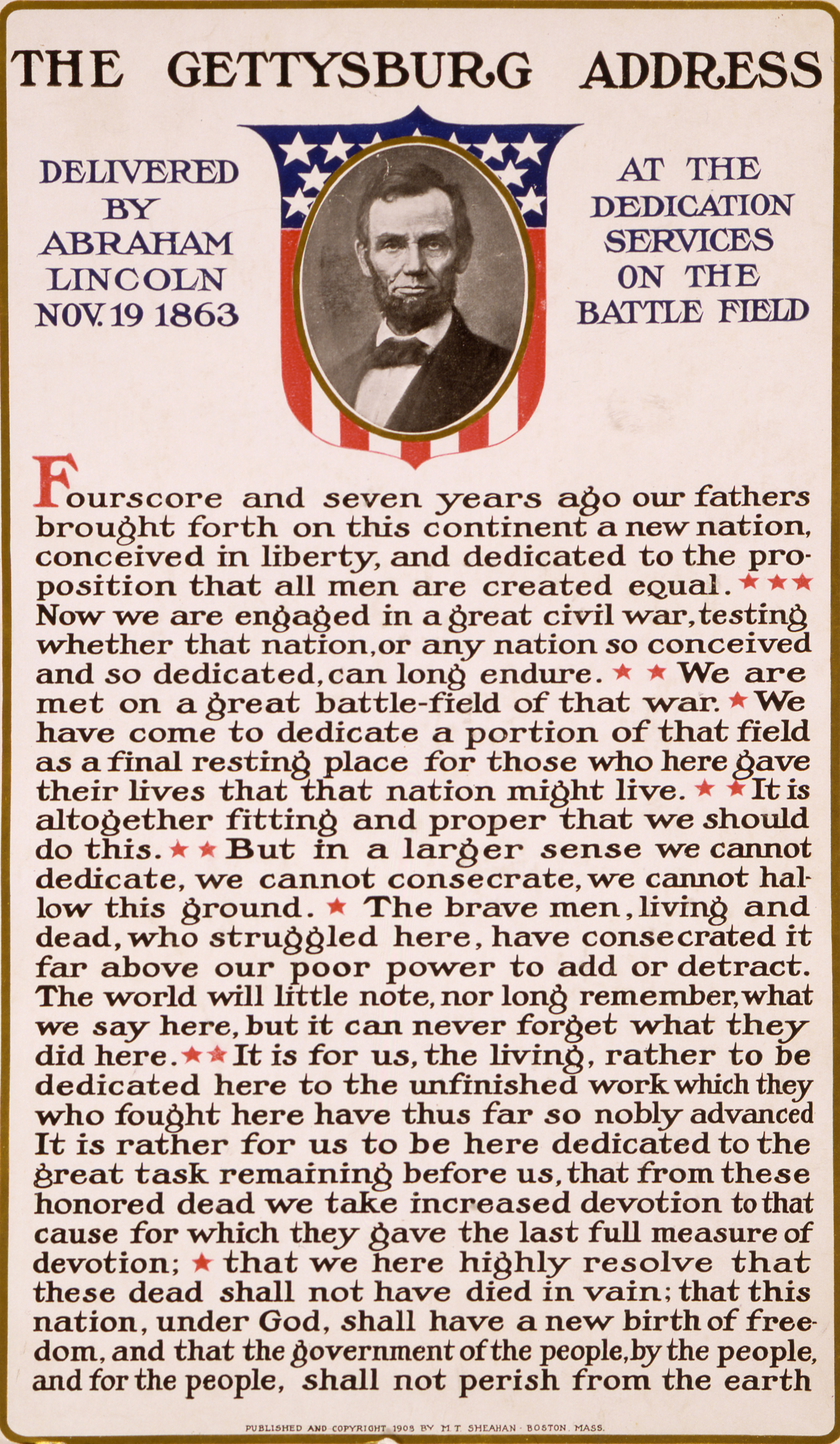
Poster mit dem Porträt Lincolns und dem Abdruck der Gettysburg Address aus dem frühen 20. Jahrhundert

Die unmittelbaren Reaktionen auf die Gettysburg Address waren eher kritisch. Der Applaus des Publikums war verhalten, und Lincoln selbst hatte den Eindruck, die Rede sei wegen ihrer Kürze missglückt. Als er nach der Ansprache wieder Platz nahm, soll er zu seinem Freund und Leibwächter Ward Hill Lamon, der neben ihm saß, gesagt haben: „Lamon, diese Rede wird nicht durchgehen.“ Den Ausdruck „nicht durchgehen“ verwendeten Präriefarmer für lehmverkrustete Pflüge, die den Boden nicht mehr aufbrechen.
Die Presse war entlang parteipolitischen Loyalitäten getrennt. Ein Redakteur der Chicago Times, die den Demokraten nahestand, schrieb: „Es wird jedem Amerikaner die Schamesröte ins Gesicht getrieben, wenn er die törichten, banalen und wässrigen Äußerungen des Mannes liest, der klugen Ausländern als Präsident der Vereinigten Staaten präsentiert werden muss.“ Ähnlich hatte sich damals die „Harrisburg Patriot-News“ geäußert. 150 Jahre später entschuldigte sich das Blatt dafür, dass sie Lincolns Rede seinerzeit als „dummes Geschwätz“ abgetan hatte.
Lincolns Vorredner Edward Everett dagegen nahm die positive Bewertung, die Lincolns Ansprache bei der Nachwelt finden sollte, vorweg: „Verehrter Herr Präsident! Ich wünschte, ich könnte mir schmeicheln, den Kern der Sache in zwei Stunden so prägnant zum Ausdruck gebracht zu haben, wie es Ihnen in zwei Minuten gelungen ist.“ Nach Lincolns Ermordung im Frühjahr 1865 schrieb sein politischer Weggefährte Charles Sumner, Senator von Massachusetts, in einem Erinnerungsbuch:

„Diese Rede, gehalten auf dem Schlachtfeld von Gettysburg und nun geheiligt durch den Märtyrertod ihres Autors, ist eine monumentale Tat. In seiner bescheidenen Art sagte er: ‚Die Welt wird wenig Notiz davon nehmen, noch sich lange an das erinnern, was wir hier sagen, aber sie kann niemals vergessen, was jene hier taten.‘ Er hat sich geirrt. Die Welt nahm sofort Notiz von dem, was er sagte, und sie wird es nie vergessen. Die Schlacht selbst war nicht so wichtig wie die Rede. Ideen bedeuten stets mehr als Schlachten.“

## Langfristige Wirkung und Bedeutung

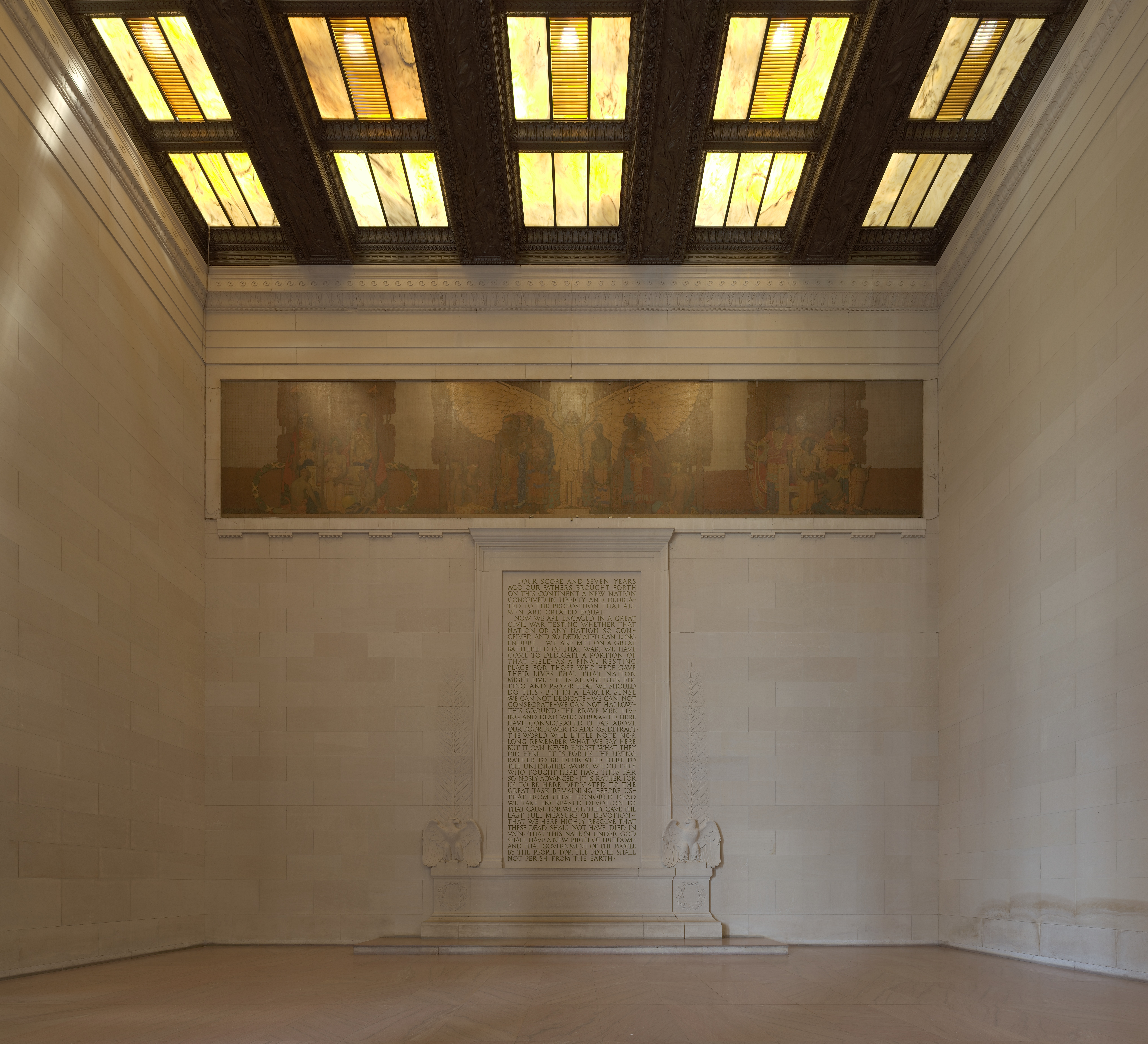
Lincoln Memorial (Innenraum)

Was Everett und Sumner erkannten, war, dass Lincolns Rede das amerikanische Demokratieverständnis auf den Punkt brachte. Mit diesem Demokratieverständnis identifizieren sich viele US-Bürger bis heute. Die Rede ist fester Bestandteil des Geschichtsunterrichts an amerikanischen Schulen, und Generationen von Schülern haben sie auswendig gelernt. Sie bildet – wie die Unabhängigkeitserklärung, deren Versprechen von Freiheit und Gleichheit Lincoln im ersten Satz der Rede wiederholte – einen festen Bestandteil des kollektiven historischen Gedächtnisses der Menschen in den Vereinigten Staaten.
Der Wortlaut der Gettysburg Address ist in die Südwand des Lincoln Memorials in Washington, D.C. gemeißelt, und US-Politiker zitieren sie immer wieder direkt oder indirekt, so etwa John F. Kennedy 1963 anlässlich des 100. Gedenktages der Schlacht von Gettysburg. Am 28. August desselben Jahres hielt Martin Luther King zum Abschluss des Marsch auf Washington für Arbeit und Freiheit seine berühmte Rede I Have a Dream auf den Stufen des Lincoln Memorials. Nach einem Einleitungssatz sagte er:

“Five score years ago, a great American, in whose symbolic shadow we stand today, signed the Emancipation Proclamation. This momentous decree came as a great beacon light of hope to millions of Negro slaves who had been seared in the flames of withering injustice. It came as a joyous daybreak to end the long night of their captivity.
But one hundred years later, the Negro still is not free; one hundred years later, the life of the Negro is still sadly crippled by the manacles of segregation and the chains of discrimination; one hundred years later, the Negro lives on a lonely island of poverty in the midst of a vast ocean of material prosperity; one hundred years later, the Negro is still languished in the corners of American society and finds himself an exile in his own land.”

„Vor einem Jahrhundert unterschrieb ein berühmter Amerikaner, in dessen symbolischem Schatten wir heute stehen, die Freiheitsproklamation. Dieser bedeutungsvolle Erlass war ein heller Leitstern der Hoffnung für Millionen von Schwarzen Sklaven, die in den Flammen der vernichtenden Ungerechtigkeit schmorten. Er war wie ein freudiger Tagesanbruch am Ende der langen Nacht ihrer Gefangenschaft.
Aber einhundert Jahre später ist der Schwarze immer noch nicht frei. Einhundert Jahre später ist das Leben des Schwarzen leider immer noch durch die Fesseln der Rassentrennung und die Ketten der Diskriminierung eingeschränkt. Einhundert Jahre später lebt der Schwarze auf einer einsamen Insel der Armut inmitten eines gewaltigen Ozeans des materiellen Wohlstands. Einhundert Jahre später vegetiert der Schwarze immer noch an den Rändern der amerikanischen Gesellschaft dahin und befindet sich im Exil in seinem eigenen Land.“

Auch außerhalb der USA wird immer wieder auf die Gettysburg Address Bezug genommen, insbesondere auf Lincolns Definition der demokratischen Staatsform als „Regierung des Volkes, durch das Volk und für das Volk“. Eine entsprechende Formulierung – „Alles für das Volk. Alles durch das Volk“ – findet sich etwa in der Rede Philipp Scheidemanns zur Ausrufung der Republik in Deutschland am 9. November 1918. Die Verfassung der Fünften Französischen Republik von 1958 greift Lincolns Formulierung wortwörtlich auf, wenn sie vom gouvernement du peuple, par le peuple et pour le peuple spricht.
Diese Formulierung wurde ihrerseits in ähnlicher Form bereits früher durch andere Redner verwendet, wobei vor allem auf den Rechtsanwalt und Politiker Daniel Webster sowie den abolitionistischen Prediger Theodore Parker verwiesen wird. Laut Lincolns Rechtspartner und Biograf William H. Herndon hat Lincoln in einer ihm von Herndon selbst ausgehändigten Abschrift einer von Parkers Predigten (The Effect of Slavery on the American People) die Formulierung “Democracy is direct self-government, over all the people, for all the people, by all the people.” mit einem Bleistift markiert.